# Lauro Chiazzese
Lauro Chiazzese (Mazzarino, 6 agosto 1903 – Palermo, 4 dicembre 1957) è stato un giurista e politico italiano.

## Biografia
Nacque il 6 agosto 1903 a Mazzarino da Tommaso Chiazzese e Irma Mattino.

### Attività accademica
Viene considerato l'erede della Scuola romanistica palermitana fondata da Salvatore Riccobono negli ultimi anni del XIX secolo, del quale era stato allievo, appena iscrittosi nel 1919 presso l'Università degli Studi di Palermo.
Dopo la laurea a Palermo nel 1924 fu assistente di Riccobono, divenne nel 1930 incaricato di Storia del diritto romano presso l'Università degli Studi di Genova, e tre anni dopo vinse il concorso e si trasferì nuovamente in Sicilia per assumere la cattedra di Diritto romano a Messina, fino a quando nel 1936 fu chiamato alla stessa cattedra, come ordinario, all'Università di Palermo.
Fu preside della Facoltà di Giurisprudenza dal 1947, dal 1956 al 1957 Presidente dell'Istituto Superiore per Imprenditori e Dirigenti di Azienda e dal 1950 rettore dell'ateneo palermitano fino alla morte.

### Attività politica
Nel 1945 fu chiamato a far parte della Consulta Nazionale fino al giugno 1946. Fu anche segretario regionale della Democrazia Cristiana.
Nel 1946 fu nominato presidente della Cassa centrale di risparmio per le province siciliane. Ricoprì inoltre la carica di presidente dell'Ente siciliano di elettricità.
Nel 1958 fu istituita una fondazione bancaria a lui titolata dalla Cassa di Risparmio Vittorio Emanuele per le Province Siciliane. Oggi, denominata “Fondazione per l’Arte e la Cultura Lauro Chiazzese”, è un istituto di ricerca riconosciuto dal Miur.

### Vita privata
Era sposato con Franca Ballerini da cui ebbe due figlie, Irma e Marisa che a loro volta si sposarono con i fratelli Piersanti e Sergio Mattarella.

## Opere
- Introduzione allo studio del diritto romano privato: lezioni, Roma, Tip. Consorzio nazionale, 1931.
- Confronti testuali. Contributi alla dottrina delle interpolazioni giustinianee, Palermo, 1933.
- Jusiurandum in litem, Milano, Giuffrè, 1937.
- Introduzione allo studio del diritto romano, Palermo, Palumbo, 1944 (più volte ristampato).
- Vicende e interpretazione delle fonti romane in occidente, Palermo, Montaina, 1972.